# 上島敏昭
上島 敏昭（かみじま としあき、1955年 - ）は、日本の編集者、ライター。大道芸人、大道芸研究家。浅草雑芸団代表。東京都大道芸ライセンス「ヘブンアーティスト」審査員。見世物学会評議員。
口上芸、伝統的な放下芸、大神楽系の曲芸、ちんどん楽団、祝福芸なども行う。

## 経歴
長野県生まれ。1985年より、日本の口上芸の第一人者だった故・坂野比呂志の指導を受け、坂野比呂志大道芸塾（現・浅草雑芸団）を設立。
1986年より浅草木馬亭で、7月9.10日の両日、「ほおずき市大道芸フェスティバル」を開催し、2005年まで20年連続公演。
1991年より96年まで、伊勢太神楽（国の重要無形民俗文化財）の保護団体である伊勢大神楽講社加藤菊太夫組の一員として、滋賀県・兵庫県・鳥取県などを巡回。笛、太鼓、獅子舞、曲芸などの大神楽芸を修行。
それと並行してはじめた猿回しの村﨑修二（猿舞座主催）との全国各地を大道芸巡回を行う。
毎月一度、浅草雑芸団として、浅草街頭公演。
2001年より東京向島の七福神めぐりにあわせて「祝福芸はるこま」の門付け、推参公演、新春の恒例となる。

## 著書

### 単著
- 「魔界と妖界の日本史」現代書館, 2009.4.

### 共編著
- 「見世物小屋の文化誌」鵜飼正樹, 北村皆雄共編著.新宿書房,1999.10.
- 「紙芝居・のぞきからくり・江戸写し絵 「新・紙芝居創世記」公演・鑑賞の手引き」山形文雄, すずき佳子共著、坂野比呂志大道芸塾 (浅草雑芸団),2007.7.大道芸アジア月報別冊